# N841 (België)
De N841 is een gewestweg in de Belgische provincie Luxemburg. De weg verbindt de N86 in Barvaux, niet ver van het kruispunt waar ook de N983 en de N806 op de N86 uitkomen, met de N89 in Samrée. De lengte is ongeveer 23 kilometer.
Aan de N841 staat ter hoogte van Wéris de Menhir Danthine.

## Plaatsen langs de N841
- Barvaux
- Wéris
- Pas-Bayard
- Wènin
- Oppagne
- Blier
- Amonines
- Dochamps
- Samrée